# Dialecto constitutivo
Un dialecto constitutivo de una lengua es el que aparece como resultado de la evolución in situ de otro idioma, o sea que es uno de los dialectos hablados donde se originó un idioma. Este término se opone al de dialecto consecutivo.
La palabra ‘dialecto’ se asocia a veces a connotaciones peyorativas, pero en términos exclusivamente lingüísticos, podemos considerar en el castellano como dialectos constitutivos el aragonés y el asturleonés, de aparición simultánea al castellano y que con la expansión de este hacia el sur peninsular quedaron restringidos a las zonas limítrofes con el catalán y el gallegoportugués respectivamente, donde se siguen usando en la actualidad como realidad distinta de la variedad estándar del castellano. Las demás variedades del castellano se consideran dialectos consecutivos.
El término se utiliza bastante para hacer referencia a la realidad lingüística catalana. Los dialectos constitutivos del catalán son el resultado de la evolución del latín vulgar en un área geográfica concreta, en este caso la Cataluña Vieja, situada a ambos lados del Pirineo. En concreto, está el Catalán noroccidental hablado en la provincia de Lérida y Andorra, el catalán central, hablado desde Cerdaña hasta la provincia de Barcelona y el Ampurdán, pasando por El Carche, y el catalán septentrional, hablado en el Rosellón, Conflent y Vallespir (Pallars y Ribagorza, a pesar de formar parte de la Cataluña Vieja y hablar con él el catalán noroccidental, tal vez incorporaron el catalán tardíamente, hacia el año 1000, por la presión desde el condado de Urgell. Por tanto, es difícil determinar si las hablas pallarés y catalán ribagorzano son un dialecto constitutivo o un dialecto consecutivo). Los dialectos constitutivos del catalán tienen una fuerte presencia de elemento germánico y una muy baja presencia de elemento arábigo y mozárabe, que se encuentra, por el contrario, los dialectos consecutivos. En algunas lenguas, como el occitano y el italiano, todos sus dialectos son, a grandes rasgos, dialectos constitutivos.
- Datos: Q3025952